# Sin dejar rastros
Sin dejar rastros (pol. Bez śladu) – argentyński film animowany z 1918 roku, autorstwa Quirino Cristianiego. Był to drugi na świecie pełnometrażowy film animowany (pierwszym był El Apóstol tego samego autora). 
Sin dejar rastros był filmem politycznym. Jego tematem były stosunki argentyńsko-niemieckie w czasie I wojny światowej – Niemcy usiłowały bezskutecznie skłonić Argentynę do wzięcia udziału w wojnie po stronie niemieckiej, jednak Argentyna chciała zachować neutralność; aby zmienić jej stanowisko Niemcy stosowali różnorakie działania dyplomatyczne oraz nieudaną prowokację – zatopienie argentyńskiego statku, o które Argentyna miała obwinić przeciwników Niemiec. Sin dejar rastros był wymierzony właśnie w tę prowokację. Film został skonfiskowany przez argentyńskie władze z powodów dyplomatycznych; żadna z jego kopii nie zachowała się do czasów współczesnych.